# Jan Busiński
Jan Busiński (falecido a 20 de Janeiro de 1541) foi um prelado católico romano que serviu como bispo auxiliar de Gniezno de 1527 a 1541.

## Biografia
No dia 11 de Janeiro de 1527, Jan Busiński foi nomeado durante o papado de Clemente VII como Bispo Auxiliar de Gniezno e Bispo Titular de Athyra. Serviu como Bispo Auxiliar de Gniezno até à sua morte a 20 de Janeiro de 1541.